# Озансой, Халид Фахри
Халид Фахри Озансой (тур. Halit Fahri Ozansoy; 12 июля 1891, Стамбул — 23 февраля 1971, Стамбул) — турецкий писатель

, поэт, журналист, драматург, литературный критик, педагог. Один из первых турецких поэтов-хеджистов

## Биография
В 1914 окончил Галатасарайский лицей в Стамбуле. В течение многих лет учительствовал. Издавал собственный и редактировал ряд турецких журналов.
Умер от сердечного приступа.

## Творчество
Дебютировал в 1912 как поэт; писал стихи по метру аруза, с 1917 перешёл к силлабической метрике («хедже»). В первых стихах, написанных на экзотические и фантастические сюжеты, подражал старым поэтам (сборники «Сказания», 1919 г. и др.). В 1916 г. вышла его пьеса в стихах «Сова», написанная в виде сказки. В период Первой мировой войны и национально-освободительной борьбы написал ряд стихов и поэм («Отклики на войну», «Повесть о десяти годах», «Сады и руины»).
В 1940-х гг. стал выступать главным образом как литературный критик.
Для лирики Озансоя характерны мотивы тоски, одиночества, любви. Автор сборников стихов «Сон» («Rüya», 1912), «Ближе к облакам» («Bulutlara yakin», 1920), «Цветники и руины» («Gülistanlar ve harabeler», 1922), «За бесконечными ночами» («Sonsuz gecelerin ötesinde», 1964).
Приобрели известность пьесы в стихах «Сова» («Baykuş», 1917) — о крестьянах, «Десятилетний сказ» («On yılın destanı», 1933) — о жизни республики Турции, психологическая драма о трагической любви «Привидение» («Hayalet», 1936), «Первый поэт», «Призрак» и др.
Опубликовал романы «Потонувший мост» («Sulara giden köprü») и «Паломники любви» («Aşıkların yolunun yolcuları», оба — 1939), работы о западно-европейской литературе, мемуарные книги «Старые дни времен Дарюльбедаи» («Darülbedayi devrinin eski günleri», 1964), «Рамазаны старого Стамбула» («Eski İstanbul ramazanları», 1968), «Литераторы моего круга» («Edebiyatçılar çevremde», 1970) и др.